# Petit Chelem (tennis)
Pour les articles homonymes, voir Petit Chelem.
En tennis, le Petit Chelem consiste pour une joueuse ou un joueur à remporter, la même année et dans la même catégorie (simple, double ou double mixte), consécutivement ou non, trois des quatre tournois du Grand Chelem : l'Open d'Australie, les Internationaux de France, le tournoi de Wimbledon ainsi que l'US Open de tennis. On parle parfois de Petit Chelem calendaire pour le distinguer du Petit Chelem en carrière, qui désigne le fait de remporter trois des quatre titres durant l'ensemble d'une carrière dans une même catégorie.
Le Petit Chelem est l'exploit le plus important dans ce sport après le Grand Chelem,, lequel consiste à remporter ces quatre titres au cours de la même saison.
Le Petit Chelem calendaire a été réalisé quatorze fois en simple messieurs et dix-huit fois en simple dames. L'Américaine Helen Wills fut la première athlète, tous sexes confondus, à conquérir trois majeurs dans la même saison en simple, en 1928, une performance qu'elle réédite d'ailleurs l'année suivante. Chez les messieurs, ce fut Jack Crawford qui accomplit le premier ce triplé en 1933, échouant d'ailleurs de peu à réaliser le premier Grand Chelem de l'histoire au terme de sa finale aux Internationaux des États-Unis, concédée à Fred Perry.
En simple messieurs, le Serbe Novak Djokovic détient le record de quatre Petits Chelems, réalisés en 2011, 2015, 2021 et 2023. Le Suisse Roger Federer a réussi à en gagner deux d'affilée : en 2006 et en 2007. En simple dames, deux joueuses ont accompli cette performance à quatre reprises : l'Australienne Margaret Smith Court (1962, 1965, 1969 et 1973) et Steffi Graf (1989, 1993, 1995 et 1996), chacune des deux ayant par ailleurs réussi une fois le Grand Chelems calendaire, respectivement en 1970 et 1988.
En raison de son histoire et sa terminologie péjorative, le Petit Chelem a pu être considéré comme un Grand Chelem manqué, en dépit du fait qu'Helen Wills a achevé cet exploit deux fois sans jamais participer aux Championnats d'Australasie (ancienne appellation de l'Open d'Australie). Les termes de Small Slam ou Little Slam, empruntés au bridge à l'instar du Grand Slam, ont ainsi été employés pour qualifier les performances de joueurs ayant échoué aux portes de l'exploit suprême que représente le Grand Chelem de tennis, tels Jack Crawford en 1933 ou Lew Hoad en 1956. Par la suite, au vu de la difficulté croissante à conquérir les quatre titres majeurs dans la même année, cette performance a gagné en prestige, au point d'être aujourd'hui considérée comme un réel exploit,.

## Liste des Petits Chelems

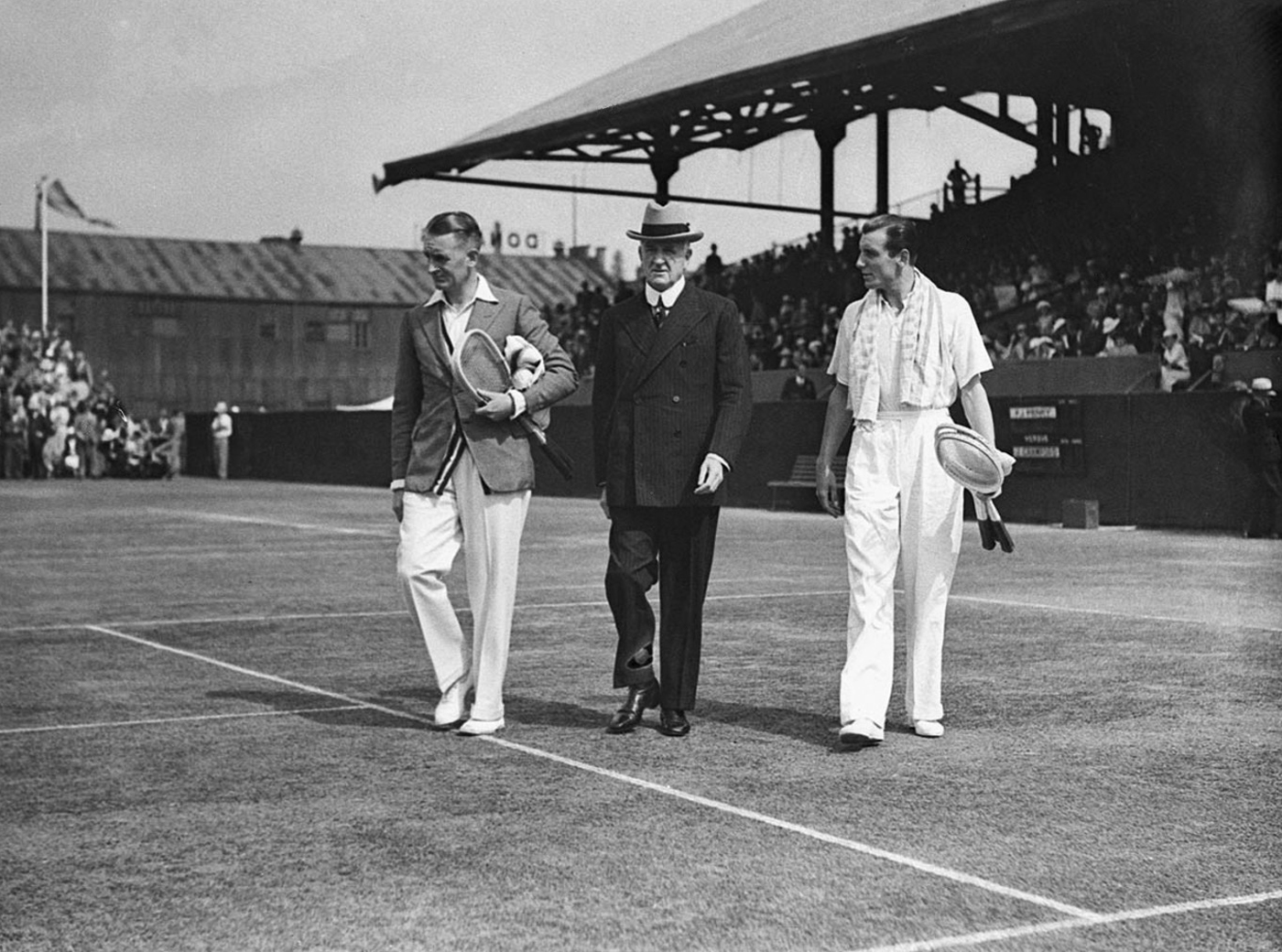
Jack Crawford et Fred Perry en 1934, les deux premiers joueurs à avoir réalisé le Petit Chelem de tennis.

Depuis les débuts de l'ère Open, deux joueurs, Pete Sampras et Novak Djokovic, ont réalisé la performance moins prestigieuse d'un Petit Chelem sur deux ans, en 1993-1994 pour le premier cité et en 2018/2019 pour le second. 
Le Suédois Mats Wilander est le premier athlète à avoir accompli le Petit Chelem sur trois surfaces différentes, en 1988, s'imposant sur Rebound Ace en Australie, sur la terre battue de Roland-Garros et sur dur Decoturf à l'US Open. Chez les dames, l'Allemande Steffi Graf réalise la même chose en 1989 en remportant trois majeurs respectivement sur dur (Open d'Australie), gazon (Wimbledon) et dur (US Open). Si l'on considère le dur australien et le dur américain comme des revêtements synthétiques relativement comparables, l'Espagnol Rafael Nadal devient en 2010 le premier joueur à signer cette performance sur trois types très différents de surfaces (la terre battue, le gazon et le dur), ce qui peut toutefois porter à controverse au vu des différences objectives entre les surfaces synthétiques, notamment en matière de vitesse et de hauteur de rebond.
Chez les dames, Helen Wills effectue ce triplé deux années successives, en 1928 et 1929, suivie de Martina Navrátilová en 1983 et 1984, de Monica Seles en 1991 et 1992, et enfin de Steffi Graf en 1993 et 1994. Chez les hommes, Roger Federer est quant à lui le seul joueur à réaliser deux Petits Chelems à la suite, en 2006 et 2007. 
Réalisé à dix-neuf reprises en double messieurs, à trente-six reprises en double dames, et quinze fois en double mixte, le Petit Chelem est un exploit infiniment plus rare chez les juniors, avec seulement cinq réussites en simple tous sexes confondus. Le Français Gaël Monfils est le dernier joueur en date à l'avoir concrétisé, lors de la saison 2004.

### Simple messieurs
| #  | Année | Athlète        | Ère            | Open d'Australie | Roland-Garros   | Wimbledon       | US Open  |
| -- | ----- | -------------- | -------------- | ---------------- | --------------- | --------------- | -------- |
| 1  | 1933  | Jack Crawford  | Amateurs       | Victoire         | Victoire        | Victoire        | Finale   |
| 2  | 1934  | Fred Perry     | Amateurs       | Victoire         | Quart de finale | Victoire        | Victoire |
| 3  | 1955  | Tony Trabert   | Amateurs       | Demi-finale      | Victoire        | Victoire        | Victoire |
| 4  | 1956  | Lew Hoad       | Amateurs       | Victoire         | Victoire        | Victoire        | Finale   |
| 5  | 1958  | Ashley Cooper  | Amateurs       | Victoire         | Demi-finale     | Victoire        | Victoire |
| 6  | 1964  | Roy Emerson    | Amateurs       | Victoire         | Quart de finale | Victoire        | Victoire |
| 7  | 1974  | Jimmy Connors  | Professionnels | Victoire         | —               | Victoire        | Victoire |
| 8  | 1988  | Mats Wilander  | Professionnels | Victoire         | Victoire        | Quart de finale | Victoire |
| 9  | 2004  | Roger Federer  | Professionnels | Victoire         | Troisième tour  | Victoire        | Victoire |
| 10 | 2006  | Roger Federer  | Professionnels | Victoire         | Finale          | Victoire        | Victoire |
| 11 | 2007  | Roger Federer  | Professionnels | Victoire         | Finale          | Victoire        | Victoire |
| 12 | 2010  | Rafael Nadal   | Professionnels | Quart de finale  | Victoire        | Victoire        | Victoire |
| 13 | 2011  | Novak Djokovic | Professionnels | Victoire         | Demi-finale     | Victoire        | Victoire |
| 14 | 2015  | Novak Djokovic | Professionnels | Victoire         | Finale          | Victoire        | Victoire |
| 15 | 2021  | Novak Djokovic | Professionnels | Victoire         | Victoire        | Victoire        | Finale   |
| 16 | 2023  | Novak Djokovic | Professionnels | Victoire         | Victoire        | Finale          | Victoire |

### Simple dames
| #  | Année | Athlète              | Ère              | Open d'Australie | Roland-Garros      | Wimbledon     | US Open     |
| -- | ----- | -------------------- | ---------------- | ---------------- | ------------------ | ------------- | ----------- |
| 1  | 1928  | Helen Wills          | Amatrices        | —                | Victoire           | Victoire      | Victoire    |
| 2  | 1929  | Helen Wills          | Amatrices        | —                | Victoire           | Victoire      | Victoire    |
| 3  | 1962  | Margaret Smith Court | Amatrices        | Victoire         | Victoire           | Deuxième tour | Victoire    |
| 4  | 1965  | Margaret Smith Court | Amatrices        | Victoire         | Finale             | Victoire      | Victoire    |
| 5  | 1969  | Margaret Smith Court | Professionnelles | Victoire         | Victoire           | Demi-finale   | Victoire    |
| 6  | 1972  | Billie Jean King     | Professionnelles | —                | Victoire           | Victoire      | Victoire    |
| 7  | 1973  | Margaret Smith Court | Professionnelles | Victoire         | Victoire           | Demi-finale   | Victoire    |
| 8  | 1983  | Martina Navrátilová  | Professionnelles | Victoire         | Huitième de finale | Victoire      | Victoire    |
| 9  | 1984  | Martina Navrátilová  | Professionnelles | Demi-finale      | Victoire           | Victoire      | Victoire    |
| 10 | 1989  | Steffi Graf          | Professionnelles | Victoire         | Finale             | Victoire      | Victoire    |
| 11 | 1991  | Monica Seles         | Professionnelles | Victoire         | Victoire           | —             | Victoire    |
| 12 | 1992  | Monica Seles         | Professionnelles | Victoire         | Victoire           | Finale        | Victoire    |
| 13 | 1993  | Steffi Graf          | Professionnelles | Finale           | Victoire           | Victoire      | Victoire    |
| 14 | 1995  | Steffi Graf          | Professionnelles | —                | Victoire           | Victoire      | Victoire    |
| 15 | 1996  | Steffi Graf          | Professionnelles | —                | Victoire           | Victoire      | Victoire    |
| 16 | 1997  | Martina Hingis       | Professionnelles | Victoire         | Finale             | Victoire      | Victoire    |
| 17 | 2002  | Serena Williams      | Professionnelles | —                | Victoire           | Victoire      | Victoire    |
| 18 | 2015  | Serena Williams      | Professionnelles | Victoire         | Victoire           | Victoire      | Demi-finale |

### Double messieurs
Après chaque nom figure le seul titre non remporté.
| - Jacques Brugnon en 1928, Intern. des États-Unis - John Van Ryn en 1931, Open d'Australie - Jack Crawford en 1935, Intern. des États-Unis - John Bromwich en 1950, Roland-Garros - Frank Sedgman en 1952, Intern. des États-Unis - Ken McGregor en 1952, Intern. des États-Unis - Lew Hoad en 1953, Intern. des États-Unis - Ken Rosewall en 1953, Intern. des États-Unis - Lew Hoad en 1956, Roland-Garros - Ken Rosewall en 1956, Roland-Garros | - John Newcombe en 1967, Wimbledon - Tony Roche en 1967, Wimbledon - John Newcombe en 1973, Wimbledon - Anders Järryd en 1987, Wimbledon - John Fitzgerald en 1991, Open d'Australie - Anders Järryd en 1991, Open d'Australie - Jacco Eltingh en 1998, US Open - Bob Bryan en 2013, US Open - Mike Bryan en 2013, US Open |

### Double dames
Après chaque nom figure le seul titre non remporté.
| - Louise Brough Clapp en 1946, Open d'Australie - Margaret Osborne en 1946, Open d'Australie - Louise Brough Clapp en 1949, Open d'Australie - Margaret Osborne duPont en 1949, Open d'Australie - Louise Brough Clapp en 1950, Roland-Garros - Shirley Fry en 1951, Open d'Australie - Doris Hart en 1951, Open d'Australie - Shirley Fry en 1952, Open d'Australie - Doris Hart en 1952, Open d'Australie - Shirley Fry en 1953, Open d'Australie - Doris Hart en 1953, Open d'Australie - Darlene Hard en 1960, Open d'Australie - Lesley Turner en 1964, Intern. des États-Unis - Nancy Richey en 1966, Roland-Garros - Betty Stöve en 1972, Open d'Australie - Margaret Smith Court en 1973, Wimbledon - Virginia Wade en 1973, Wimbledon - Martina Navrátilová en 1982, US Open - Martina Navrátilová en 1983, Roland-Garros | - Pam Shriver en 1983, Roland-Garros - Martina Navrátilová en 1986, Open d'Australie - Martina Navrátilová en 1987, Wimbledon - Pam Shriver en 1987, Wimbledon - Jana Novotná en 1990, US Open - Helena Suková en 1990, US Open - Gigi Fernández en 1992, Open d'Australie - Natasha Zvereva en 1992, Open d'Australie - Gigi Fernández en 1993, US Open - Natasha Zvereva en 1993, US Open - Gigi Fernández en 1994, US Open - Natasha Zvereva en 1994, US Open - Jana Novotná en 1998, Open d'Australie - Virginia Ruano Pascual en 2004, Wimbledon - Paola Suárez en 2004, Wimbledon - Serena Williams en 2009, Roland-Garros - Venus Williams en 2009, Roland-Garros - Barbora Krejčíková en 2022, Roland-Garros - Kateřina Siniaková en 2022, Roland-Garros |

### Double mixte
Après chaque nom, figure le seul titre non remporté.
| - Eric Sturgess en 1949, Open d'Australie - Doris Hart en 1951, Open d'Australie - Frank Sedgman en 1951, Open d'Australie - Doris Hart en 1952, Open d'Australie - Frank Sedgman en 1952, Open d'Australie - Doris Hart en 1953, Open d'Australie - Vic Seixas en 1953, Open d'Australie - Margaret Smith Court en 1964, Wimbledon | - Margaret Smith Court en 1965, Open d'Australie - Billie Jean King en 1967, Open d'Australie - Bob Hewitt en 1979, Open d'Australie - Martina Navrátilová en 1985, Open d'Australie - Mark Woodforde en 1992, Wimbledon - Martina Hingis en 2015, Roland-Garros - Leander Paes en 2015, Roland-Garros - Desirae Krawczyk en 2021, Open d'Australie |

### Petits Chelems juniors
À côté du nom du joueur/de la joueuse et de l'année, le nom du tournoi qu'il a manqué pour réaliser le Grand Chelem.
| Simple garçons : - Mark Kratzmann en 1984, Roland-Garros - Nicolás Pereira en 1988, Australie - Gaël Monfils en 2004, US Open | Simple filles : - Natasha Zvereva en 1987, Australie - Magdalena Maleeva en 1990, Wimbledon |

| Double garçons : - Mark Kratzmann en 1983, US Open - Simon Youl en 1983, US Open - Jason Stoltenberg en 1988, US Open - Todd Woodbridge en 1988, US Open - Ben Ellwood en 1994, Roland-Garros - Brendan Evans en 2004, Roland-Garros - Scott Oudsema en 2004, Roland-Garros - Hsu Yu-hsiou en 2017, US Open | Double filles : - Beth Herr en 1982, Australie - Corina Morariu en 1995, Wimbledon - Ludmila Varmužová en 1995, Wimbledon - Victoria Azarenka en 2005, US Open - Anastasia Pavlyuchenkova en 2006, US Open - Urszula Radwańska en 2007, Australie - Tímea Babos en 2010, Australie - Sloane Stephens en 2010, Australie - Taylor Townsend en 2012, Roland-Garros - Barbora Krejčíková en 2013, Australie - Kateřina Siniaková en 2013, Australie |